# 常丁求
常丁求（1967年1月—），湖南省衡阳县人，中国人民解放军空军司令员，中国人民解放军上将。

## 生平
常丁求出生于湖南省衡阳县金兰镇泉溪村，1984年通过招飞入伍，进入飞行基础学校学习。历任空军部队飞行大队长（1996年）、空军航空兵某飞行团团长（2000年）、空军歼击航空兵第三师副师长、师长。2011年底，调任空军参谋长助理，晋升为副军级。2013年年底，任沈阳军区空军参谋长，成为空军部队当时最年轻的正军职军官。2015年9月的纪念中国人民抗日战争暨世界反法西斯战争胜利70周年大会阅兵上，“即将达到空军歼击机飞行员的最高飞行年限”的常丁求少将驾驶歼－10A歼击机飞过天安门接受检阅，也是56位将军领队中最年轻的将军。
2016年1月，任新组建的中国人民解放军南部战区副司令员，成为全军当时最年轻的现役战区职军官。2017年12月，任中央军委联合参谋部副参谋长。2021年8月，任中国人民解放军空军司令员。54岁就成为上将的他刷新了解放军公开履历中最年轻上将纪录，且打破了近十年来最年轻正战区级将领的记录（高津中将就任正战区职军事科学院院长，时年55岁）上一次刷新上将年龄记录的是生于1964年8月的陆军司令员刘振立。
2012年7月，晋升空军少将军衔。2018年7月，晋升空军中将军衔。2021年9月，晋升空军上将军衔。
2017年10月，在中国共产党第十九次全国代表大会上当选为中国共产党第十九届中央委员会候补委员。
2022年10月，在中国共产党第二十次全国代表大会上当选中国共产党第二十届中央委员会委员。